# Polnische Militärfahrzeuge des Zweiten Weltkrieges
Dies ist eine Liste der Polnischen Militärfahrzeuge, die während des Zweiten Weltkrieges eingesetzt wurden oder sich in Entwicklung befanden.

## Gepanzerte Fahrzeuge

### Kampfpanzer
- 7TP

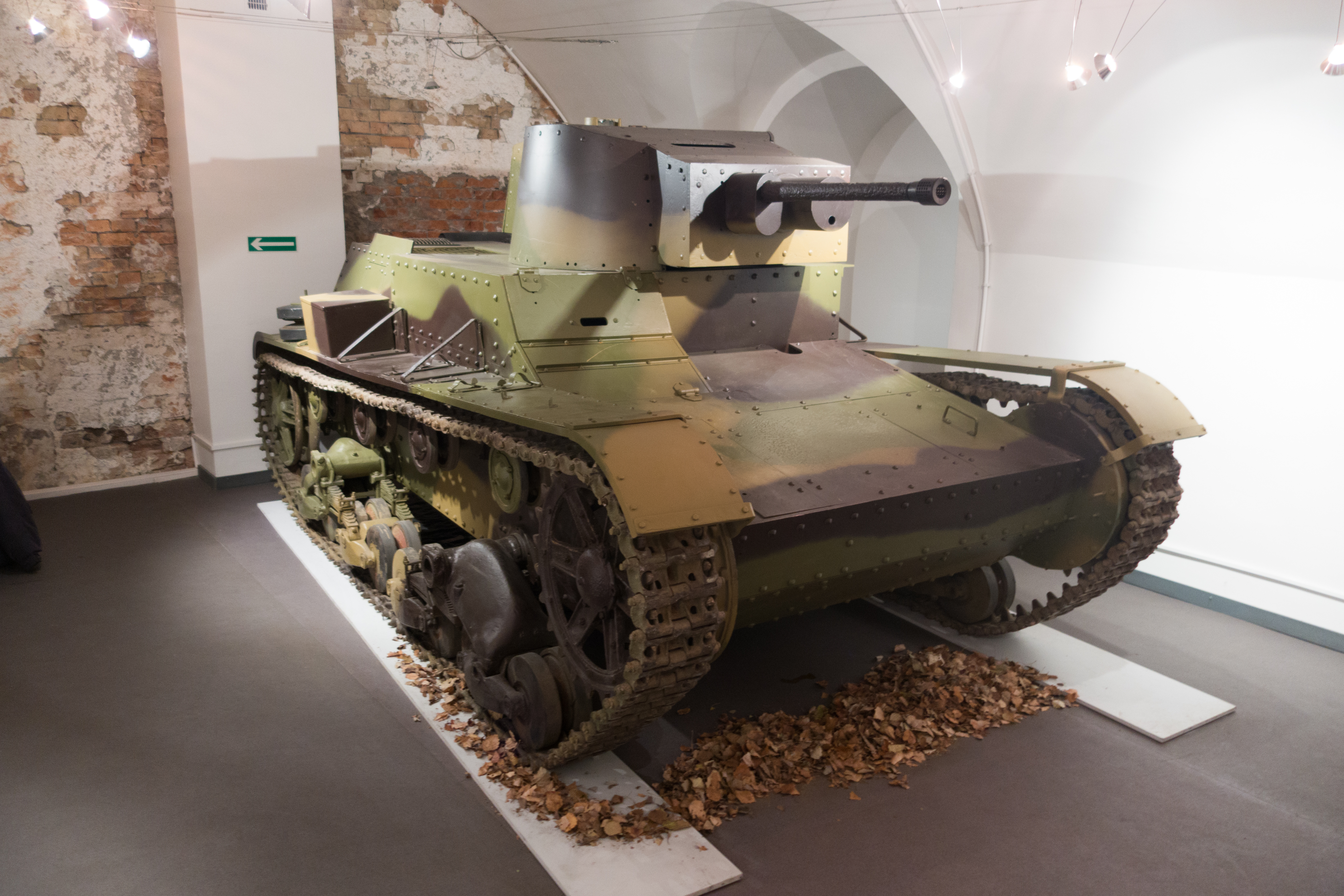
Leichter Panzer 7TP

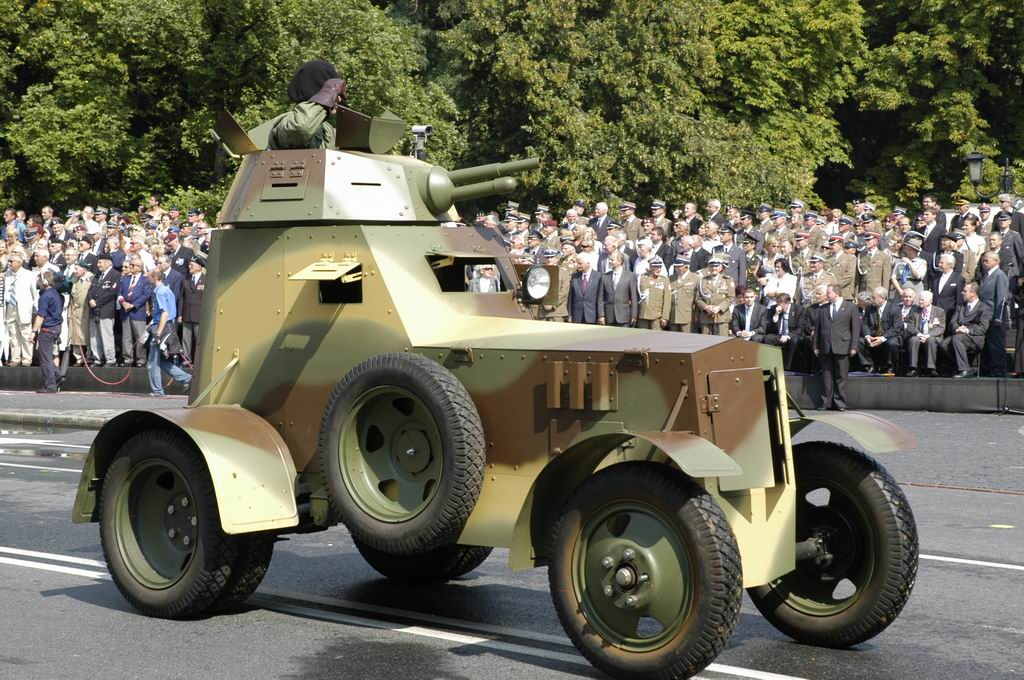
Gepanzerter Wagen, Modell 34

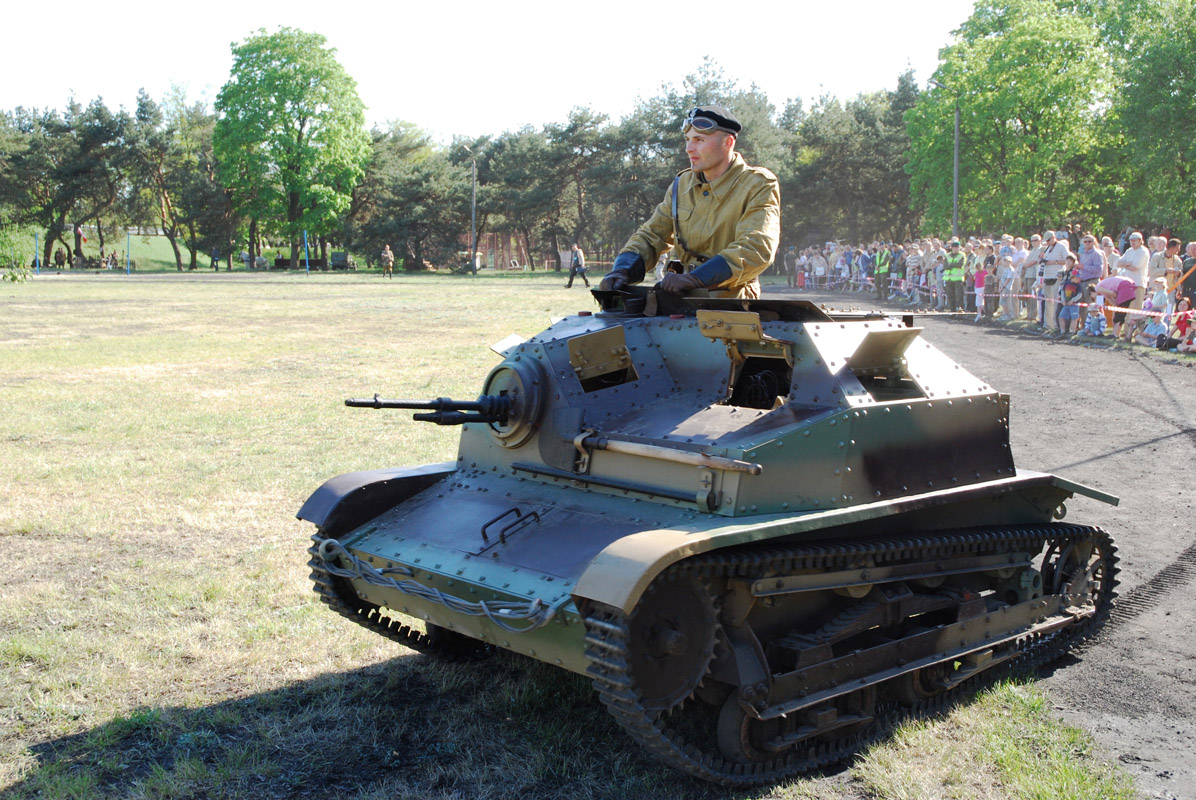
TKS

- 9TP (2 Prototypen bei der polnischen Armee, 1938)
- 10TP (1 Prototyp bei der polnischen Armee, 1939)
- 14TP (2 Prototypen in der Produktion, 1939)
- 20/25TP (Risszeichnungs-Projekt + Holzmodell)
- PZInż. 130 (1 Prototyp bei der polnischen Armee, 1937)
- PZInż. 140 (1 Prototyp bei der polnischen Armee, 1932)
- PZInż. 160 (Risszeichnungs-Projekt)

### Importierte Kampfpanzer
- Renault FT (Frankreich – 120 Fahrzeuge überlassen)
- Renault R-35 (Frankreich – 50 Fahrzeuge geliefert)
- Hotchkiss H-39 (Frankreich – 3 Fahrzeuge zu Testzwecken geliefert)
- Vickers 6-ton (Großbritannien – 38 Fahrzeuge geliefert)

### Panzerspähwagen
- Samochód pancerny Peugeot (Frankreich – 18 Fahrzeuge geliefert)
- Samochód pancerny wz. 28 (ca. 90 Stück)
- Samochód pancerny wz. 29 (ca. 13 Stück)
- Samochód pancerny wz. 34 (ca. 87 Stück)
- Kubuś (1 Feldumbau im polnischen Widerstand, 1944)

### Tanketten
- TK-1 (1 Prototyp bei der polnischen Armee, 1930)
- TK-2 (1 Prototyp bei der polnischen Armee, 1930)
- TK-3 (ca. 300 Stück)
- TKD  (4 Prototypen bei der polnischen Armee, 1932)
- TKF (ca. 22 Stück)
- TKS (ca. 282 Stück)
- TKS-D (2 Prototypen bei der polnischen Armee, 1937)
- TKW (1 Prototyp bei der polnischen Armee, 1937)

## Ungepanzerte Fahrzeuge

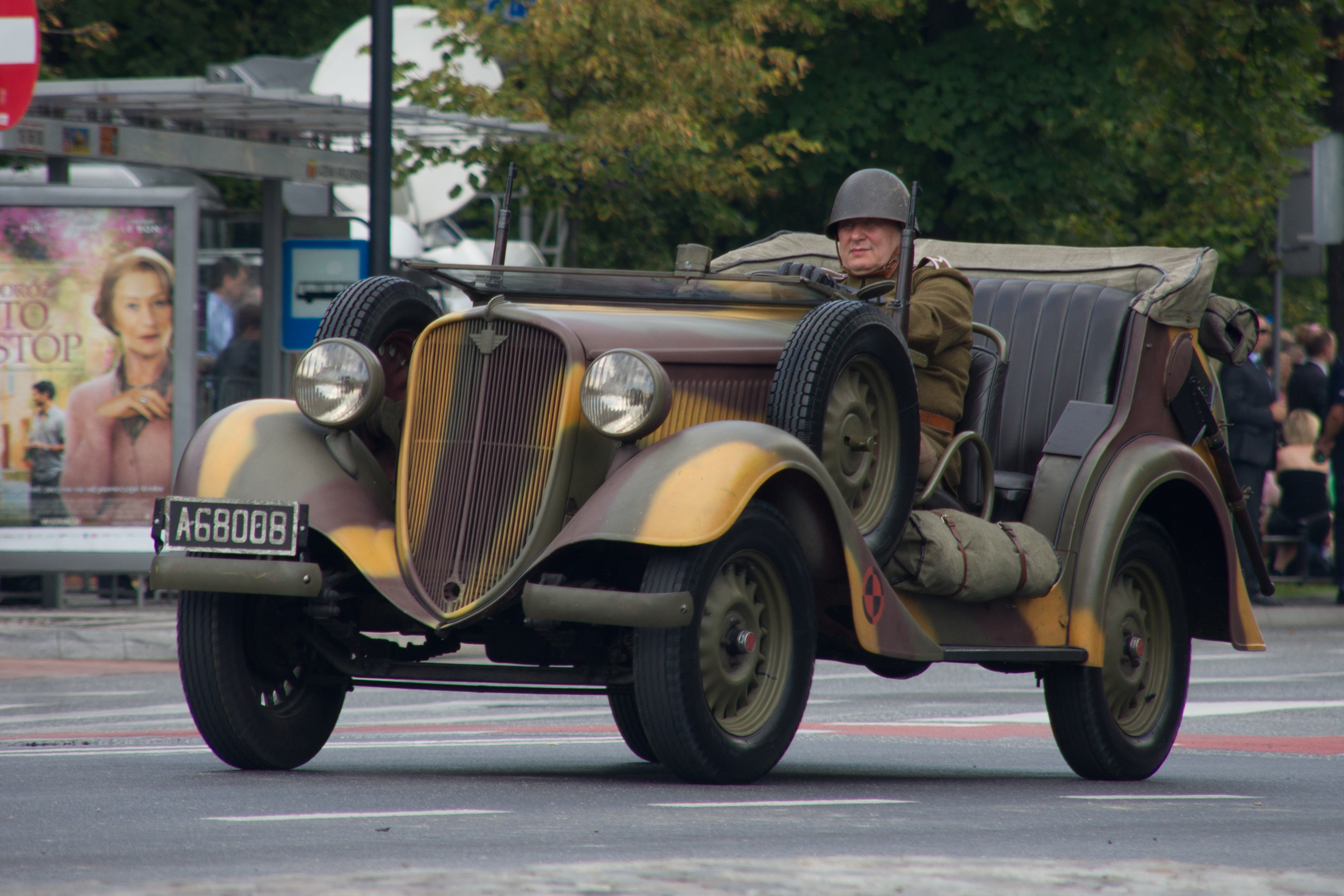
Polski Fiat 508 Łazik

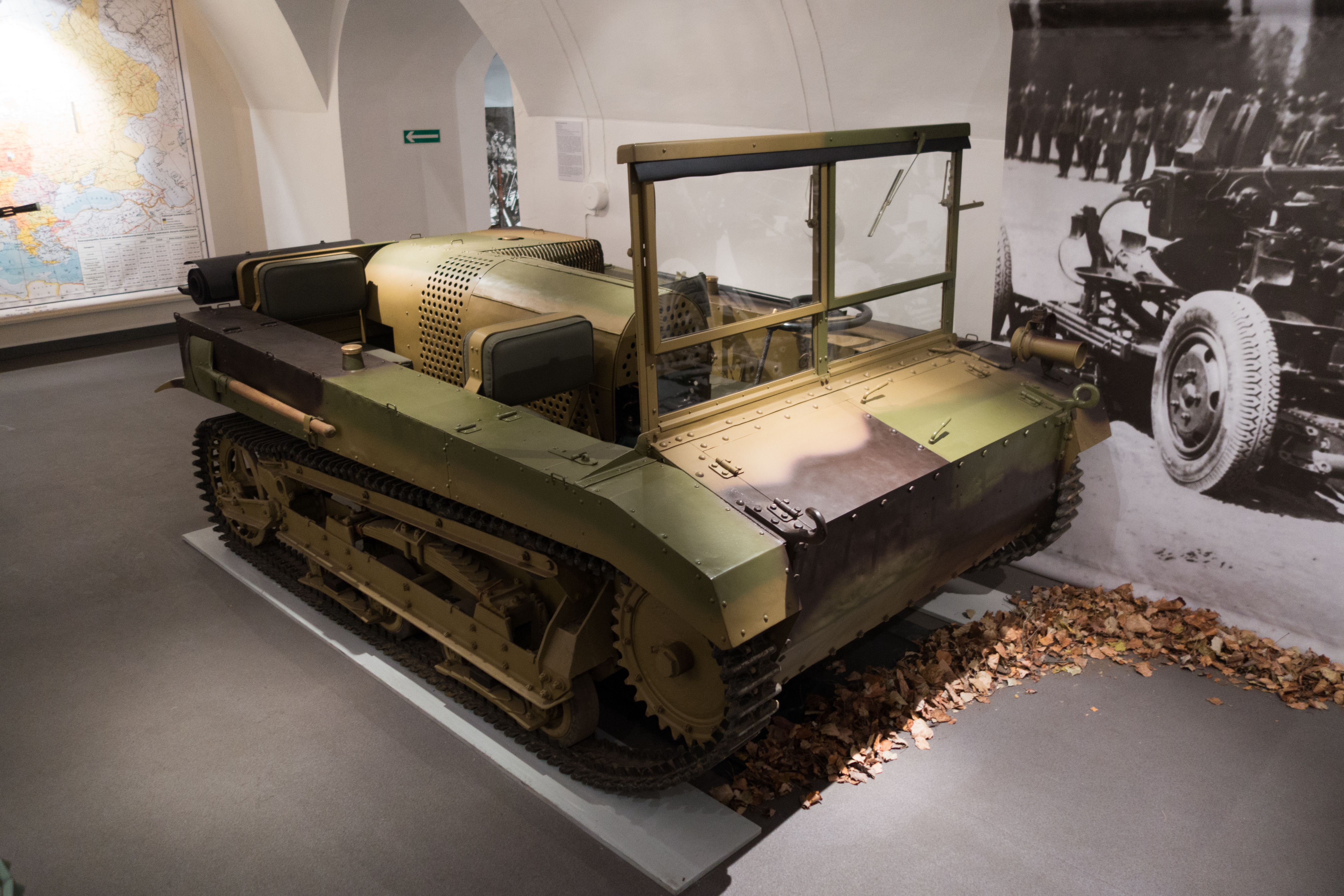
C2P (Zugmaschinen-Variante der TK Tankette)

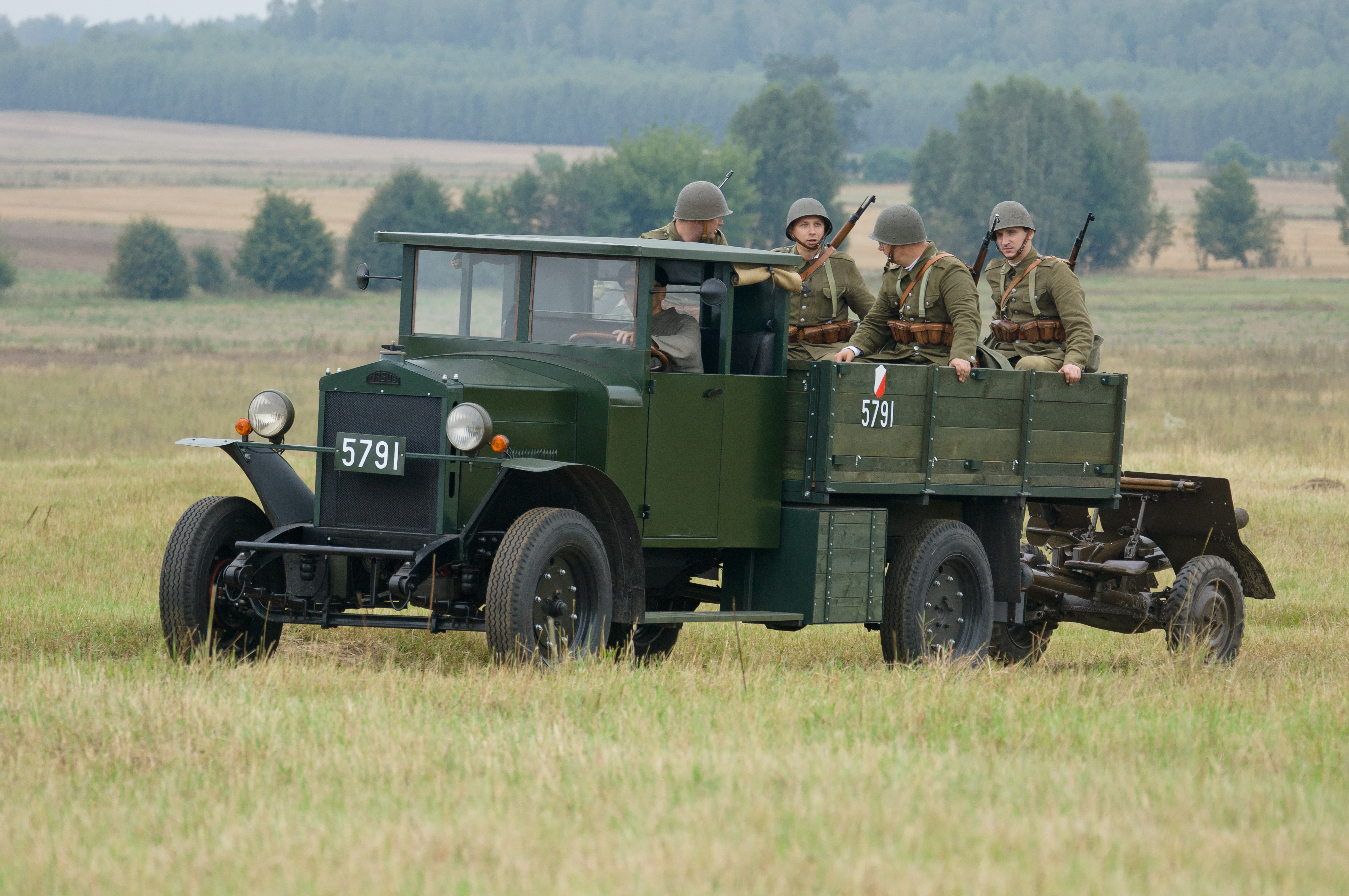
Ursus A

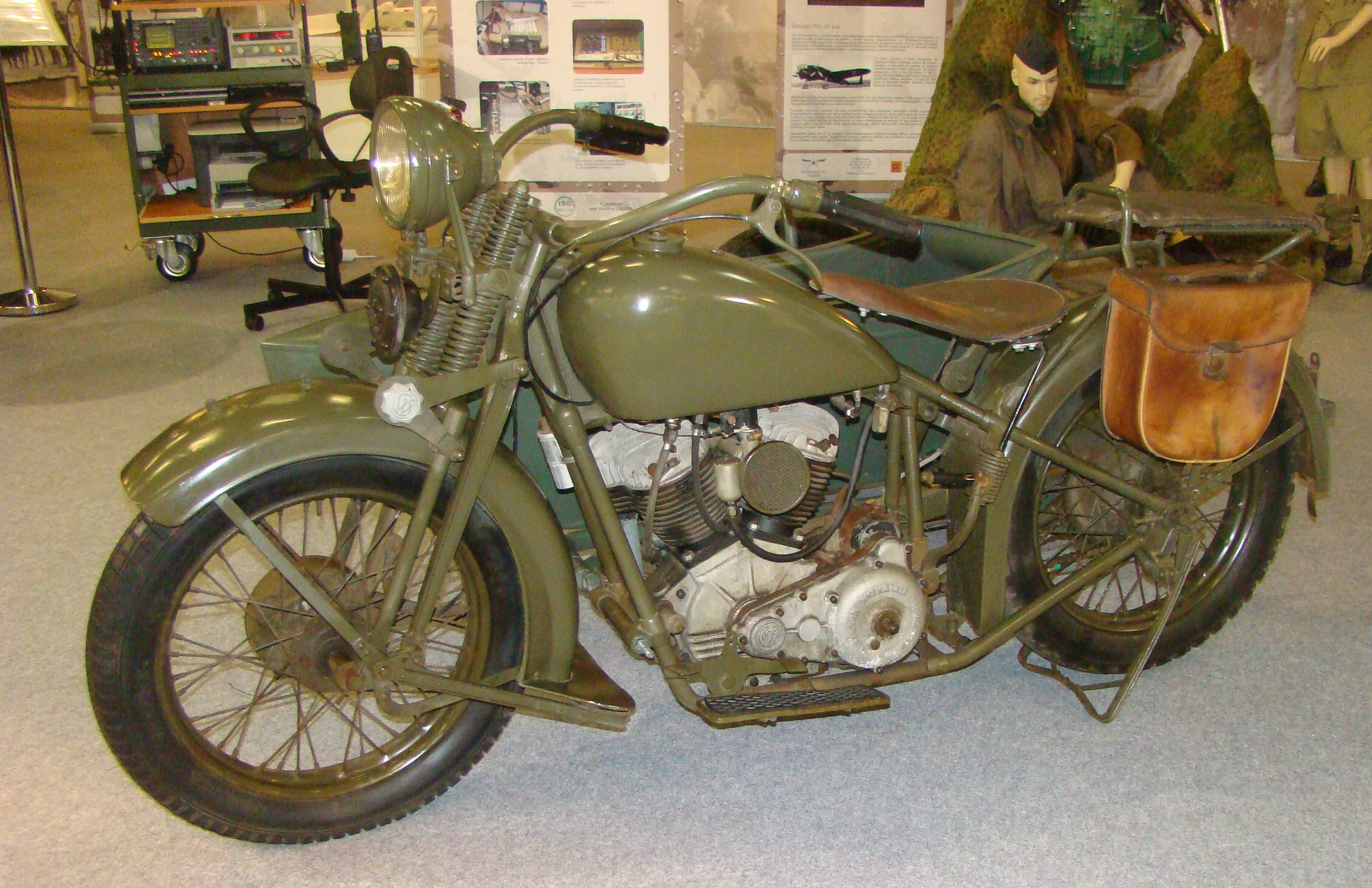
CWS M111 (Sokol 1000)

### Lastkraftwagen
- Polski Fiat 618
- Polski Fiat 621L
- Praga RV
- PZInż. 603
- PZInż. 703
- PZInż. 713
- Ursus A

### Importierte Lastkraftwagen
- Chevrolet 4×2
- Chevrolet 6×4

### Krankenkraftwagen
- Polski Fiat 618
- Polski Fiat 621L
- Ursus A

### Halbkettenfahrzeuge
- PZInż. 202 (1 Prototyp bei der polnischen Armee, 1938)
- PZInż. 222 (ca. 12 Stück)
- Samochód półgąsienicowy wz. 34 (Halbkettenwagen Model 34) (siehe C4P)
- C4P (ca. 400 Stück)

### Zugmaschinen (Vollkette)
- C2P (ca. 316 Stück)
- C7P (ca. 171 Stück)

### Zugmaschinen mit Rädern
- PZInż. 302 (Variante des PKW Polski Fiat 508)
- PZInż. 322
- PZInż. 342 (C5P)
- PZInż. 343
- Polski Fiat 621L

### Personenwagen
- PZInż. 303 (ca. 22 Stück)
- Polski Fiat 508 I
- Polski Fiat 508 III Junak
- Polski Fiat 508 III Łazik
- Polski Fiat 518 Mazur
- PZInż. 403 Lux-Sport
- Ursus A

### Omnibusse
- Polski Fiat 618 (Omnibusse)
- Polski Fiat 621R (Omnibusse)
- Polski Fiat 723G (Omnibusse)
- Ursus A (Autobus)

### Motorräder
- CWS M55
- CWS M111 (Sokół 1000)
- Sokół 200 M411
- Sokół 600 RT M211
- Sokół 1000 M111